# Forte Ostiense
Il Forte Ostiense è uno dei 15 forti di Roma, edificati nel periodo compreso fra gli anni 1877 e 1891.

Si trova nel quartiere Q. X Ostiense, nel territorio del Municipio Roma IX.

## Storia
Fu costruito a partire dal 1882 e terminato nel 1884, su una superficie di 8,8 ha, al quarto km di via Ostiense, dalla quale prende il nome.
Attualmente assegnato alla Polizia di Stato, è sede del Centro Psicotecnico, del Servizio Tecnico Logistico e di altri uffici e reparti del corpo.

## Gli avvenimenti del 10 settembre 1943
Il Forte Ostiense è stato teatro di uno dei primissimi eventi della Resistenza italiana all'occupazione tedesca del suolo nazionale durante la seconda guerra mondiale, per opera dei circa ottocento granatieri ivi asserragliati (capisaldi 5 e 6). Nella circostanza si prodigarono  i religiosi e le religiose dell'Istituto Gaetano Giardino, che ospitava circa quattrocento bambini orfani di guerra e minorati psichici, sotto l'assistenza di trentacinque suore francescane.
Poco dopo le ore 6.00 del 10 settembre 1943, un fuoco di fucileria proveniente dal vicino quartiere dell'EUR indicò ai difensori del forte che i tedeschi avevano travolto le difese allestite dai Granatieri di Sardegna al Ponte della Magliana e si erano insediati nell'attuale Palazzo della Civiltà Italiana, nel Palazzo degli Uffici dell'Esposizione e sui ripiani della basilica dei Santi Pietro e Paolo. I granatieri, pur rispondendo al fuoco con i loro fucili 91 ed alcune mitragliatrici, iniziarono a subire perdite e i primi feriti furono portati nell'infermeria dell'Istituto per essere assistiti dalle suore.
Alle ore 7.00, da uno spiazzo del Palazzo della Civiltà Italiana, un mortaio dei paracadutisti tedeschi cominciò a scaricare cannonate contro il bastione del forte, provocando forti danni alle sue difese. Alcuni paracadutisti tedeschi superarono, quindi, l'odierna via Cristoforo Colombo e la via Ostiense e, con alcuni lanciafiamme, appiccarono il fuoco anche ad alcune strutture dell'istituto religioso.
Don Pietro Occelli, direttore dell'istituto, si assunse il compito di dichiarare la resa del forte, innalzando un lenzuolo bianco sopra una pertica, mentre i combattimenti proseguivano nei paraggi. Nel frattempo, le suore provvedevano a fornire bluse, camicie e altri indumenti ai superstiti soldati del forte al fine di evitare loro la cattura.
Suor Teresina di Sant'Anna, al secolo Cesarina D'Angelo, nativa di Amatrice, stava componendo il cadavere d'un granatiere nella cappella del Forte Ostiense, quando un soldato tedesco che passava lì accanto fu attratto dal brillare di una catenina d'oro al collo del caduto. Mentre il militare tentava di strappare l'oggetto, la religiosa afferrò il crocifisso di metallo che si accingeva a collocare sul petto del caduto e colpì ripetutamente al viso il tedesco, subendone la furiosa reazione. In quell'istante altre persone si affacciarono nella cappella mettendo in fuga il soldato straniero, ma Suor Teresina, già malata gravemente, morrà otto mesi dopo (8 maggio 1944) per le violenze subite, in una clinica di via Trionfale.